# 대학

대학교 졸업식. 학사모는 대학 수료의 상징이다

대학(大學, 영어: university, 라틴어: universitas: "전체"라는 의미)은 다양한 학문 분야에서 학위를 수여하는 고등교육 및 연구기관이다. 교육기관을 초등·중등·고등으로 나눠보았을 때 최고 교육기관이 된다. 국가나 제도에 따라 다르나, 일반적으로 모든 과정을 수료한 경우 학위나 수료장을 수여한다.
대학이라는 단어는 라틴어 universitas magistrorum et scholarium에서 파생된 것으로, 대략 "교사와 학자의 공동체"를 의미한다. 전례는 아시아와 아프리카에 존재했지만, 현대의 대학체계는 중세 시대 이탈리아의 성직자(clergy)를 위한 대성당 학교에서 진화한 유럽의 중세 대학에 뿌리를 두고 있다.
대한민국에서는 학부 과정과 대학원 과정을 포함하는 용어이나 좁은 의미로는 석사와 박사는 제외하고 학부 과정만을 이야기한다. 엄밀히 말하면 대학은 고등교육기관의 한 종류에 불과하나 고등교육기관 그 자체를 포괄하는 용어로 사용하는 경우가 많다는 점도 특징적이다.    
대학교(大學校)는 대한민국에서만 쓰이는 한국제 한자어로, 다른 한자 문화권 국가에서는 대학의 의미로는 통용되지 않는다.

## 대학의 역사
대학은 중국 주나라의 국학이나 플라톤의 아카데미아(B.C. 387년)를 기원으로 하기도 하나, 지금과 유사한 형태의 대학은 중세 즈음에 와서야 시작되었다고 이야기한다.
현재 남아있는 세계에서 가장 오래 된 대학은, 여러 대학을 세우고 후원했던 파티마 알피흐리라는 여성이 859년에 모로코 페스에 최초로 세운 알카라이인 대학교로 여겨지고 있다.

### 유럽 최초의 대학
중세 중기의 십자군 원정을 통해 유럽이 아랍 문화와 접하게 되자 그 곳에 전수되었던 철학과 의학, 법학 지식들이 유럽으로 다시 전래된다. 또한 아랍인들이 직접 발전시킨 지식들까지 대량으로 접하게 되면서 지식인들의 지적 탐구심이 높아졌고, 자연스럽게 새로운 지식을 가르치고 배우려는 학생과 교사의 집단(Guild)이 나타나게 되었다. 학생과 교사의 집단은 스스로 각기 조합을 결성하게 되는데 대학은 이 조합의 결합으로 형성된 것이다.
중세의 대학은 여러 가지 특권을 지니고 있었다. 그 중 가장 큰 것은 잦은 부담을 면제받을 수 있다는 것이었는데, 대학은 독립된 사회로 인정하고 병역, 복역, 세금 등에서 해방될 수 있었다. 또한 대학 관계자의 범죄 행위에 대해서는 학내에서 별도의 재판권을 인정받는 등 대학 내의 치외법권이 인정되었다. 이 외에 사회적으로 인정받는 학위를 수여할 수 있는 권한이 있었으며 자유여행권, 총학장 자치선출권 등이 인정되었다. 만약 외부에서 대학 사회의 특권을 인정하지 않는 경우 지역사회 물품의 불매운동이나 대학을 해당 지역에서 이전하려고 하는 움직임을 보여주면서 그 권리를 지켜나갈 수 있었다. 중세의 대학은 대략 다음과 같이 정리할 수 있다.
- 볼로냐 대학(1088년): 볼로냐 대학은 현대적 의미의 세계에서 가장 오래된 대학이며, 법학으로 유명했던 대학이다. 볼로냐 대학이 위치한 볼로냐는 이탈리아의 북부 중앙에 위치하여 법에 강한 로마의 전통을 이어오던 곳이었다. 도시의 세력이 성장하면서 교황과 황제의 세력과 부딪치게 되었고 이들 도시들은 법률에 대한 탐구를 행하면서 볼로냐 대학이 법학으로 유명해지게 된다.  실제 역사소설 《베니스의 개성상인》에서 예수회 선교사인 스테파노 수사가 법학을 공부한 학교가 볼로냐 대학교이다.

- 파리 대학(1109년): 파리 대학은 신학과 철학으로 유명했던 대학이다. 파리 대학이 위치한 파리에는 노틀담 사원이 있었는데, 이곳은 일찍이 많은 신학자가 배출된 학문의 중심지였다. 이곳에 생겨난 파리 대학은 자연스럽게 신학과 철학으로 유명하게 된다.

- 옥스퍼드대학(1167년), 케임브리지대학(1209년): 영국의 초기 대학 가운데 전형적 형태로 그 역사와 전통이 전해져 오고 있는데 이후의 미국에서 하버드대학(1636년)을 비롯하여 프린스턴대학교(1746년) 등의 초기의 대학은 영국대학의 모형을 본받아 이민자들의 노력에 의해 설립된 것으로 알려져 있다.

- 살레르노 대학(1231년): 살레르노 대학은 이탈리아 남부에 위치하였던 대학이다. 이곳은 동부 그리스와 인접하여 요양지로 유명했던 곳인데, 그런 이유로 건강과 의학에 관심이 많아 살레르노 대학에서는 의학이 발달하게 되었다. 1231년 프리드리히 2세의 칙령에 의해 대학으로 정식 승인 받았지만 아라비아 의학의 영향이 커지면서 19세기 초에는 학교 문을 닫았다가 1970년 다시 재건되었다.

### 다양한 대학의 발전
최초의 대학들이 유럽에 설립된 뒤로 많은 대학들이 설립되어 많은 영역에서 다양한 연구와 학문의 발전이 뒤따르게 되었다. 다음은 근대에서 현대로 이어지는 독일과 영국, 미국의 대학에 관한 설명이다.
- 베를린 대학(1809년): 베를린 훔볼트 대학(Humboldt-Universität zu Berlin)은 1806년에 설립되었으며 근대적인 대학의 효시로 평가받고 있는 대학이다. 베를린 대학에서 추구한 자유와 학문 연구의 이념은 뒤에 세워지는 많은 대학들의 중추적인 이념으로 되어 많은 영향을 끼쳤다. 베를린 대학은 독일(당시 프로이센) 빌헬름 폰 훔볼트 종무·교육국장관의 제의를 받아들여 프리드리히 빌헬름 3세의 칙령으로 설립되었으며 대학 설립을 맡은 훔볼트는 '정치 권력에 제약받지 않는 교수의 자유와 학문의 자유'를 설립 이념으로 삼았다. 2차 세계대전 이후 동베를린에 속하였으며 1947년과 1948년 초에 동독의 통제와 학생운동의 탄압을 피해 일부 교수와 학생이 서베를린으로 넘어와 베를린 자유대학을 설립하게 된다.

- 영국의 대학: 영국에서 유명한 대학은 잉글랜드의 옥스퍼드 대학과 케임브리지 대학이다. 이들 대학은 예전부터 인격교육을 중요시하는 귀족 중심의 학풍을 가지고 있었는데, 이로써 신사도의 교육과 지도자 양성 등의 목적을 담당하게 되었다. 이에 맞서 스코틀랜드도 인재 양성을 위한 대학의 필요성을 느끼게 되었고 스코틀랜드 왕국은 교황의 인가를 받아 1413년 세인트 앤드류스 대학을 설립하고 1451년 글라스고 대학, 1495년 에버딘 대학, 그리고 1583년 에딘버러 대학 등 학문의 전당을 세우게 된다. 이들 대학들을 고대 대학(Ancient Universities)라고 한다. 하지만 이들 대학은 신학자 및 귀족 중심의 교육을 목적으로 한 폐쇄적인 교육 기관으로 폭넓은 학문의 탐구 및 지식인의 양성에 대한 요구가 계속해서 논의되었다. 이후 영국이 산업혁명의 물결에 휩싸이고 맨체스터와 버밍엄, 그리고 런던 등의 도시들의 산업화가 가속화되며 대영제국으로서의 면모를 갖추기 위해서 왕실과 의회는 대학의 확대에 대한 논의를 시작하게 된다. 이 때 세워진 대학들을 산업화 시절의 빨간 벽돌로 지어졌다고 해서 레드 브릭 대학(Red Bricks Universities)이라고 하는데, 먼저 산업 혁명의 발생지인 맨체스터에서 1824년 기초 과학원리를 중심으로 한 맨체스터 대학이 설립되었고 1826년 J.밀 등의 공리주의자들이 중심이 되어 평등한 교육기회를 주장하며 설립한 유니버시티 칼리지, 그리고 이에 대항하여 신학자들을 양성하기 위해 1829년 설립된 킹스칼리지런던가 새로운 대학 기관의 방향을 선도하였다. 뒤를 이어 1831년 리즈 대학, 1832년 더럼 대학, 1834년 뉴캐슬 어폰타인 대학교, 1843년 코벤트리 대학, 그리고 1851년 맨체스터 빅토리아 대학교, 1855년 엑서터 대학, 1862년 사우스햄튼 대학, 1876년 브리스틀 대학, 1881년 리버풀 대학, 노팅엄 대학, 그리고 런던에 많은 대학들이 뒤를 이었는데, 1882년 런던퀸메리 대학, 1886년 로열 할로웨이 런던, 1891년 골드스미스 런던 대학, 1894년 시티 런던 대학학, 1895년 런던정치경제 대학, 1897년 쉐필드 대학, 1900년 버밍엄 대학, 1907년 임페리얼 칼리지 런던 대학이 설립되어 대영제국과 유럽의 근대 학문을 발전시키는 근간이 되었다. 이후 두차례의 세계대전이 지나고 1960년부터 설립된 영국의 대학들을 소위 판유리대학(Plate glass universities)라고 명명하는데 서식스 대학, 요크 대학, 랑카스터 대학, 워릭 대학, 켄트 대학, 바스 대학, 등이 대표적이다. 아직도 영국의 대학은 신사 교육, 지도자 양성 등을 중요시하는 전통을 지켜오고 있다.

### 식민지 대학
식민지 대학은 제국주의 국가가 식민지에서 지배체제를 확립할 목적과 본국의 지식체계를 식민자의 자제와 토착민을 교육시키기 위해서 설립한 대학을 이른다.
최초의 식민지 대학은 스페인이 아메리카 대륙의 페루 리마에 설립한 산 마르코스 대학(1551년 설립)이다. 이외에도 아메리카 대륙에는 콜롬비아의 성 토마스 아퀴나스 대학, 도미니카 공화국의 산토 도밍고 대학 등의 식민지 대학이 있다. 영국은 인도의 지배에서 지식인들을 친영파로 편입시키기 위해 5개의 대학을 설립하였다(1912). 라호르 대학, 알라하바드 대학, 캘커타 대학, 마드라스 대학, 봄베이 대학이 그것이다. 일본도 자신들의 식민지에 대학을 설립하였다. 일제강점기 치하의 한반도에는 경성제국대학을, 대만일치시기 치하의 타이완에는 타이베이 제국대학을, 만주국에는 건국대학을 설립하였다.

### 대한민국대학의 역사
한국의 고등 교육 기관은 4세기 고구려의 태학, 신라의 국학, 고려의 국자감이 있었다. 한국 역사상 최초의 대학은 4세기 고구려의 태학이라고 하겠으나, 현재 대학구조와 유사한 구조는 조선 태조 이성계가 고려 성균관을 계승하여 새로운 국호인 조선의 국립 고등교육기관으로 설립한 성균관이다. 그리고 지방의 사립 고등교육기관으로는 유림들이 설립한 서원이 있었다. 성균관은 조선시대의 왕실교육과 국가 인재 등용의 요람이었다. 조선말기인 1895년(을미년)에는 칙령에 의해 3년제 경학과가 설치되고, 학제상 근대교육체제를 확립함에 따라 근대대학의 면모로서도 한국 최초의 대학 역사로 기록되었다. 이후 성균관은 1897년 10월 설립된 대한제국의 국립 고등교육기관으로도 그대로 계승되었으나 일제에 의해 독립운동의 핵심 원인으로 지명되었고 1910년 국권침탈로 조선총독부의 민족말살정책에 따라 경학원으로 의도적으로 개편되었다. 1930년 일제에 의해 경학원 안에 명륜학원이 설치되고, 다시 명륜전문학원으로 개편된 뒤, 1939년 명륜전문학교로 승격하고 1944년 명륜연성소로 개편되었다. 하지만 이는 1910년 국권침탈에 이은 일제의 불법적 행위로 대한민국 임시정부에 의해서 성균관의 명맥이 이어지다가 1945년 광복 이후 대한민국 임시정부에 의해서 마침내 성균관의 명칭을 회복했다. 그리고 1946년 대한민국 초대정부에서 성균관을 계승하는 성균관 대학으로 개편되었고 김구가 위원장을, 이승만이 고문을 역임하고, 김창숙 선생이 초대 총장으로 임명되었다. 일제가 조선에 세운 근대적 대학은 1924년 설립된 경성제국대학이다. 까닭은 조선 말기부터 민립대학설립운동이 일어났지만 일제의 방해로 뜻을 이루지 못하고 유일한 국립 고등교육기관인 성균관 마저 불법적으로 격하시키면서 1945년 광복을 맞이할 때까지 조선에는 경성제국대학 외에는 단 한 개의 국립 또는 사립대학의 설립허가를 내주지 않았고 제국주의로 무장된 지배계층의 일본은 민중과 식민지 피억압 민족에게는 고등교육을 허용하지 않겠다는 차별의식에서 식민지 조선에 근대 대학을 설립하지 않으려 했기 때문이다.
민립대학설립운동은 1920년 6월 이상재, 한규설, 윤치호 등 100명이 조선교육회설립발기회를 개최하면서 시작되었다. 모임에 참가한 인사들은 조선에 대학이 없음을 개탄하고 조속한 시일 내 민립대학을 설립할 것을 결의하였다. 이듬해인 1922년 1월 이상재, 조만식, 윤치호 등이 모여 조선민립대학기성준비회를 정식으로 결성하였다.
이어 1923년 3월 29일 발기인 1170명 중 462명이 참석한 가운데 조선중앙기독교청년회관에서 3일간에 걸친 총회를 개최하였다. 총회에서 한민족의 운명을 개척하는 데 가장 선결 문제가 교육에 있으며, 문화의 발달과 생활의 양상이 고등교육 기관인 대학에 있음을 선언하는 '민립대학 발기 취지서'를 채택하고 대학 설립 계획서를 확정하였다.
자료에 남아있는 기록을 보면 국립대학으로는 서울대학교, 여자대학으로는 이화여자대학교, 사립대학으로는 숭실대학교와 연세대학교 등이 대한민국 근대적 대학교의 시초이다. 한편 연혁을 높여 놓은 여러 대학들이 대학 형태가 아닌 성경학교나 강원 (강원도와는 별개), 강습소, 학당, 실업학교, 중등학교의 연혁까지 포함하여 집어넣고 있지만 거의가 1945년에 광복된 후 정상적인 학사운영이 이뤄졌다. 이같은 사실은 광복 후 당시 문교부에 등록된 한국 내 《대학설립인가의 현황》에 기록되어 있다.
참고로 대학 50년사를 보면 대학설립의 비사를 어느 정도 살펴볼 수 있는데 해방후 새롭게 정립한 '민족정기'로 1946년 8월 22일을 서울대학교의 '개교일'로 잡아 지금까지 기념해 오고 있듯이 설립 인가서를 기준으로 2년제 전문대학 형식이던 이화여자전문대가 신청일자가 1946년 6월 24일로 기록된 제1호 인가서를, 연희전문대는 1946년 7월 31일부로 기록된 제2호 인가서를 미군정청 학무국으로부터 받았고 보성전문대는 신청일자가 1946년 8월 5일부로 기록된 제3호 인가서를 받아 8월 15일, 고려대학교라는 종합대학 승격의 법률적 토대를 마련했다는 기록이 남아있다.
역시 전문대학의 형태로 운영되던 종로구 혜화동의 혜화전문(惠化專門)이 1946년 9월 20일, 동국대로 설립인가를 받았고 종로구 명륜동의 명륜전문(明倫專門)은 1946년 9월 25일, 성균관대로 설립인가를 받았는데, 종로구 낙원동의 단국대는 1947년 11월 1일에 광복 최초 4년제 대학으로 정식 설립인가를 받았다. 1948년에는 숙명여대, 중앙대, 한양대, 국민대, 1949년에는 건국대, 홍익대가 설립인가를 받았으며 1949년에 가인가를 받았던 경희대는 1952년에 정식 설립인가를 받았고 일제때 평양에 있다가 폐교되었던 숭실대는 1954년 4월 15일, 당시 문교부로부터 정식 설립인가를 받았다.
6.25전쟁 중이던 1952년에는 미국 하와이 교포 이주 50주년 기념사업으로 뒤떨어진 대한민국의 공업 수준을 향상시키기 위하여 당시 대통령이던 이승만 박사의 발의와 하와이 한인기독학원(Korea Christian Institute) 처분 대금과, 교포들 및 국내 유지의 성금, 국고 보조를 바탕으로 인천시로부터 교지를 기증받아, 1954년 4월 광복 후 최초의 국립 대학으로서 인하공과대학이 개교를 하였다. (한국대학신문의 광복이후 정규대학 설립인가 현황(1946년~1954년) 참조)
대학입학의 변천사를 살펴보면 광복후 1954년 한 해만 실시한 대학입학연합고사를 제외하고 대학 단독으로 출제한 입학고사(1945~1953, 1955~1961, 1964~1968)를 시작으로 대학입학자격국가고사(1962~1963)를 거쳐 1969년부터 실시하여 온 대학입학을 위한 대학입학예비고사(大學入學豫備考査)는 1981년까지 실시하였고 1982년부터 ‘대학입학학력고사’로 바뀌었다. 대학에서 결정하는 입학사정제를 포함한 다양한 방법을 통하여 수시(隨時)에서 원하는 자격대로 지원하여 합격여부로 대학입학을 결정하지만 1994년부터 실시되고 있는 대학수학능력시험에서 정시(定時)로 지원하는 것을 원하는 학생을 대상으로 치러 수능점수에 따라 점수에 맞게 지원하여 합격여부로 대학입학을 결정하고 있다.

## 같이 보기
- 대한민국의 대학
- 조선민주주의인민공화국의 대학
- 국립 대학
- 주립 대학
- 공립 대학
- 사립 대학
- 기업 대학(영어판)
- 개방 대학(영어판)
  - 람캄행 대학교 - 태국 방콕에 있는 아시아 최대 개방대학으로서 일부학과를 제외하고 고교졸업자 중 희망자는 무제한으로 입학을 허용하고 있음
- 미네르바 대학교 - 미국 샌프란시스코에 있는 실험적 비영리 프로젝트 대학
  - 미네르바 프로젝트(영어판) - 미네르바 스쿨 운용 교육기관
- 파티 스쿨(영어판)
- 지잡대